# Andouillé
Andouillé is een gemeente in het Franse departement Mayenne (regio Pays de la Loire. De plaats maakt deel uit van het arrondissement Laval. Op 1 januari 2022 telde Andouillé 2.324 inwoners.

## Geografie
De oppervlakte van Andouillé bedroeg op 1 januari 2022 36,54 vierkante kilometer; de bevolkingsdichtheid was toen 63,6 inwoners per km².

## Demografie
Onderstaande figuur toont het verloop van het inwonertal (bron: INSEE-tellingen).